# AEK拉纳卡足球俱乐部
AEK拉纳卡足球俱乐部，全称为拉纳卡基提翁竞技联盟（希臘語：Αθλητική Έvωση Κιτίου Λάρνακας；拉丁转写：Athletikḗ Énōsē Kitíou Lárnakas），为塞浦路斯拉纳卡的一个足球俱乐部。除足球部外，该俱乐部还拥有篮球、排球部。